# Poul Bundgaard
Poul Arne Bundgaard, född 27 oktober 1922 i Hellerup, död 3 juni 1998 i Gentofte, Köpenhamn, var en dansk skådespelare och operett- och operasångare.
Han filmdebuterade när han var 4 månader gammal i Lau Lauritzens Professor Petterssons plågoandar 1924. Han hade en roll som spädbarn i en barnvagn. Sedan dröjde det till 1940-talet innan han åter började synas på film. Han var samtidigt aktiv som skådespelare och operettsångare på Nørrebros Teater. 
Han gjorde nära 100 filmer och associeras främst med rollen som den nervöse och joviale ligamedlemmen Kjeld Jensen i Olsen-banden-filmerna 1969-1981. Bundgaard dog under inspelningen av den sista Olsen-Bandenfilmen 1998. Filmen färdigställdes med hjälp av andra skådespelare.

## Filmografi i urval
- 1950 – Blixtreportern
- 1965 – Slå först Freddie!
- 1967 – Jeg er sgu min egen
- 1967 – Onkel Joakims hemmelighed
- 1967 – SS Martha
- 1968 – Olsen-banden
- 1971 – Ballade på Christianshavn
- 1971 – Dagmars heta trosor
- 1971 – Olsen-banden i Jylland
- 1972 – Olsenbandets stora kupp
- 1973 – Olsenbandet slår till
- 1974 – Olsen-bandens sidste bedrifter
- 1975 – Justine och Juliette
- 1975 – Olsen-banden på sporet
- 1976 – Dynamitgubbarna
- 1976 – I lejonets tecken
- 1977 – Agent 69 Jensen i Skorpionens tegn
- 1978 – Honungsmåne
- 1978 – Olsen-banden går i krig
- 1979 – Olsen-banden overgiver sig aldrig
- 1981 – Olsen-bandens flugt over plankeværket
- 1981 – Olsen-banden over alle bjerge
- 1983 – Med Lill-Klas i kappsäcken
- 1986 – Tommelskruen
- 1998 – Olsen-bandens sidste stik

## Utmärkelser
- Riddare av Dannebrogorden,  1982[5]

[Redigera Wikidata]